# Gailbergsattel
Gailbergsattel är ett bergspass i Österrike.   Det ligger i distriktet Hermagor och förbundslandet Kärnten, i den centrala delen av landet, 300 km sydväst om huvudstaden Wien. Gailbergsattel ligger 1 010 meter över havet.
Terrängen runt Gailbergsattel är bergig åt nordväst, men åt sydost är den kuperad. Närmaste större samhälle är Lienz, 19,9 km nordväst om Gailbergsattel. 
I omgivningarna runt Gailbergsattel växer i huvudsak blandskog. Runt Gailbergsattel är det ganska glesbefolkat, med 24 invånare per kvadratkilometer.